# Auguste-Alexandre Guillaumot
Pour les articles homonymes, voir Guillaumot.
Auguste-Alexandre Guillaumot, né le 13 février 1815 à Paris et mort le 22 janvier 1892 à Marly-le-Roi, est un graveur, artiste peintre et dessinateur français.

## Biographie
Auguste-Alexandre Guillaumot est le fils d'Étienne Guillaumot, attaché à l'Administration royale et de Louise Delaune. Auguste-Alexandre Guillaumot est le cadet de la famille, il a deux frères, l'aîné, Eugène (1813-1869) et le petit dernier Louis (1824-1889). Les trois frères seront tous graveurs. La famille Guillaumot est entièrement tournée vers le métier de la gravure. «  Ces excellents artistes forment une véritable tribu » relève le magazine L’Union des arts en 1865.
En 1840, Auguste Guillaumot épousa Céline Évrard. Ils auront deux fils, Auguste-Étienne (1844-1890) qui sera graveur à son tour et Georges (1847-après 1892). 
Auguste-Alexandre Guillaumot exposa au Salon des artistes français dès 1842. En 1845, il obtint une médaille de 3e classe dans la catégorie « gravure » pour une gravure sur acier d’après le bas-relief du sculpteur Grégoire Giraud représentant Phalante et Æthra. Dès lors, il participa à de nombreux ouvrages, notamment une monographie de la cathédrale de Chartres, dont il dessina puis grava, entre autres, le porche et les chapiteaux de l’ancien jubé. Auguste Guillaumot participera chaque année au Salon des artistes français de 1842 à 1891. 
C'est lors de sa participation à l'ouvrage Voyages pittoresques et romantiques dans l'ancienne France qu'il rencontra Eugène Viollet-le-Duc et devint son élève à l'École nationale supérieure des arts décoratifs. Auguste Guillaumot réalisa plusieurs planches des édifices de Picardie, Bourgogne, Champagne et Bretagne. Auguste Guillaumot collabora aussi, entre 1850 et 1862, à l’Encyclopédie d’architecture dirigée par Viollet-le-Duc.
En 1857, Auguste Guillaumot se consacra à son étude sur le château de Marly. Il contribua à la redécouverte du château de Marly. L’ancien château royal de Louis XIV, vendu sous la Révolution française puis détruit au début du XIXe siècle, n’était plus qu’un parc abandonné. Il publia une monographie du château de Marly. Le texte et les images publiés témoignent de l’importance des recherches qu’il a déjà entreprises. La Commission des Monuments historiques classa ces vestiges peu de temps après. Cette première étude fut reprise et complétée dans un grand album illustré qui parut en 1865. Il observa et dessina les vestiges du parc, l'abreuvoir ; il copia des documents d’archives et il réalisa ses premières restitutions, notamment un plan général du parc vu à vol d’oiseau. De 1857 à 1879, puis de nouveau à partir de 1887, il exposa presque exclusivement au Salon des artistes français, dessins, estampes et gravures représentant le domaine du château de Marly. Passionné par ce château, il s'installa dans le village de Marly-le-Roi où son frère Eugène possédait déjà une demeure, après la mort de ce dernier survenue en 1869.

## Œuvres artistiques d'Auguste-Alexandre Guillaumot

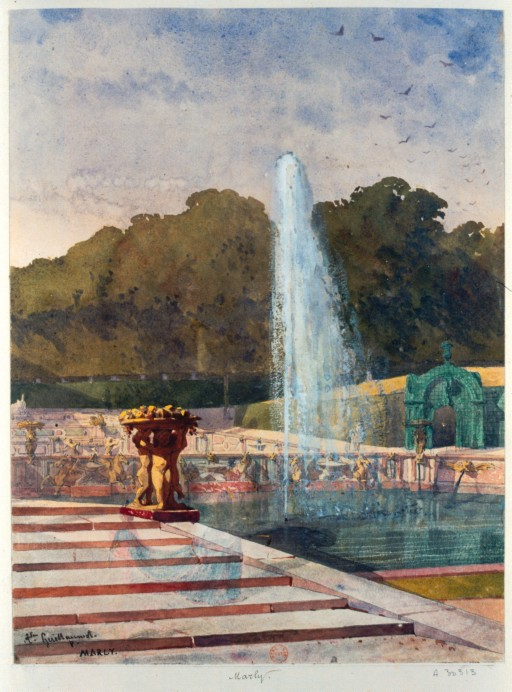
Le jet d'eau des jardins du château de Marly
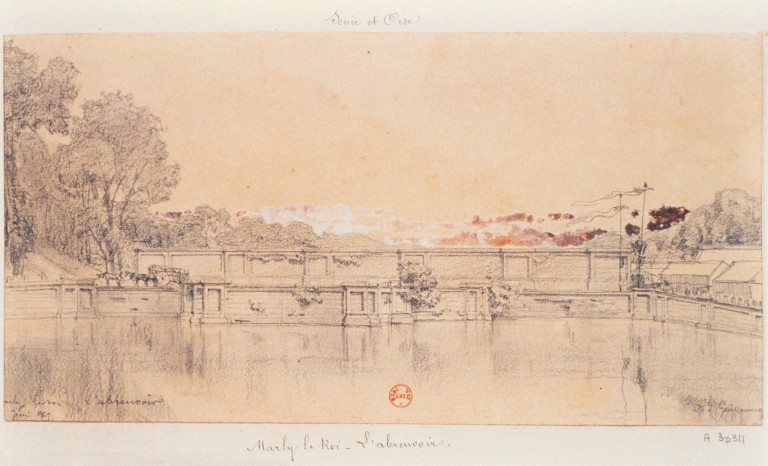
L'abreuvoir du château de Marly
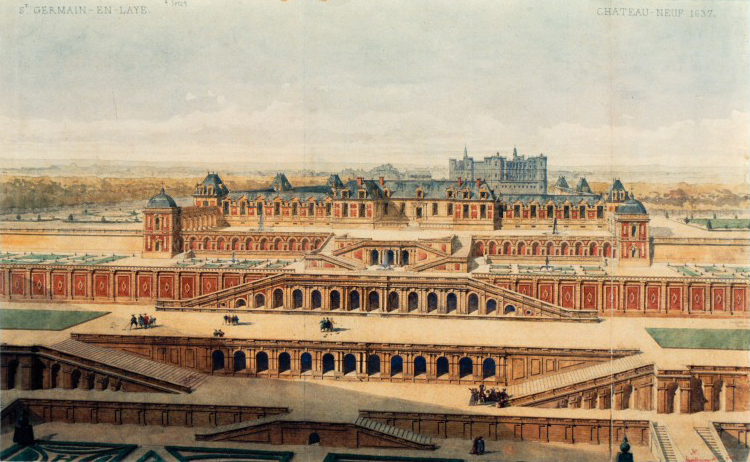
Vue générale du château de Saint-Germain-en-Laye
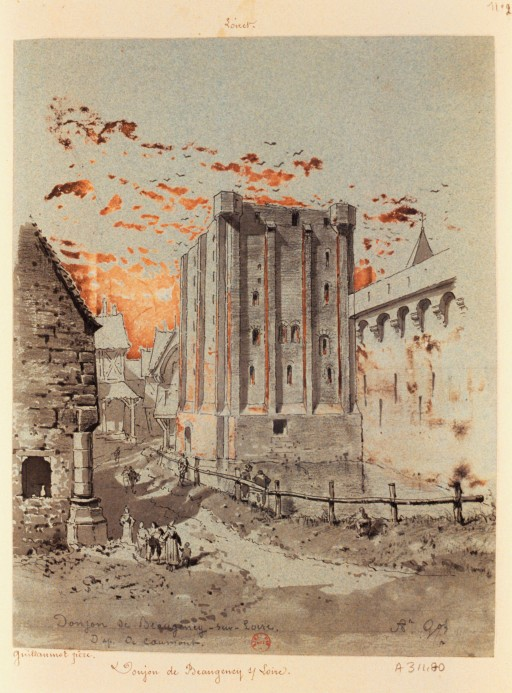
La tour César de Beaugency